# Allan Röstlinger
Gustav Allan Röstlinger, född 15 februari 1916 i Gärdhems socken, Älvsborgs län, död 2003, var en svensk skulptör och tecknare.
Han var son till lantbrukaren Karl Axel Andersson och Annie Sofia Andersson och från 1950 gift med Majken Gunnel Ericson. Röstlinger studerade teckning vid Edward Berggrens målarskola i Stockholm och skulptur vid Stockholms konstskola. Han medverkade i samlingsutställningar på Göteborgs konsthall och Stockholmssalongerna på Liljevalchs samt i ett flertal konsthantverksutställningar. Hans skulpturala konst består av figur och porträttmotiv i gips, trä, sten eller metall och urfodral och som konsthantverkare uppmärksammades han för sina träarbeten med silverinlägg.